# 13대 닥터
13대 닥터 (Thirteenth Doctor, 열세 번째 닥터)는 영국 BBC의 텔레비전 공상과학 드라마 《닥터 후》의 주인공인 닥터의 모습 중 하나이다. TV 시리즈에서는 조디 휘태커가 배역을 맡았다. 작중에서 닥터는 타임 로드라는 이름의 인간형 외계 종족으로, 시간 여행을 한다. 닥터는 치명적인 부상을 당하면 자신의 몸을 재생성시키면서 새로운 모습을 얻고, 그 모습 특유의 새로운 인격을 갖게 된다. 이 재생성이라는 설정은 1963년 드라마가 처음 방영된 이래 시대를 넘어 이어져 오고 있다.
조디 휘태커는 닥터 후 방영 사상 처음으로 여성 닥터를 맡게 되었다. 2017년 크리스마스 스페셜을 끝으로 12대 닥터를 맡은 피터 카팔디가 드라마에서 하차하고 나면, 닥터 역으로서 본격적인 활약에 나서게 된다.

## 등장
13대 닥터는 2017년 크리스마스 스페셜 "Twice Upon a Time"에서 12대 닥터가 재생성한 직후 처음으로 등장하며, 그 후에 이어지는 뉴 시즌 11에서 본격적인 주인공으로 활약하게 될 예정이다.

## 캐스팅

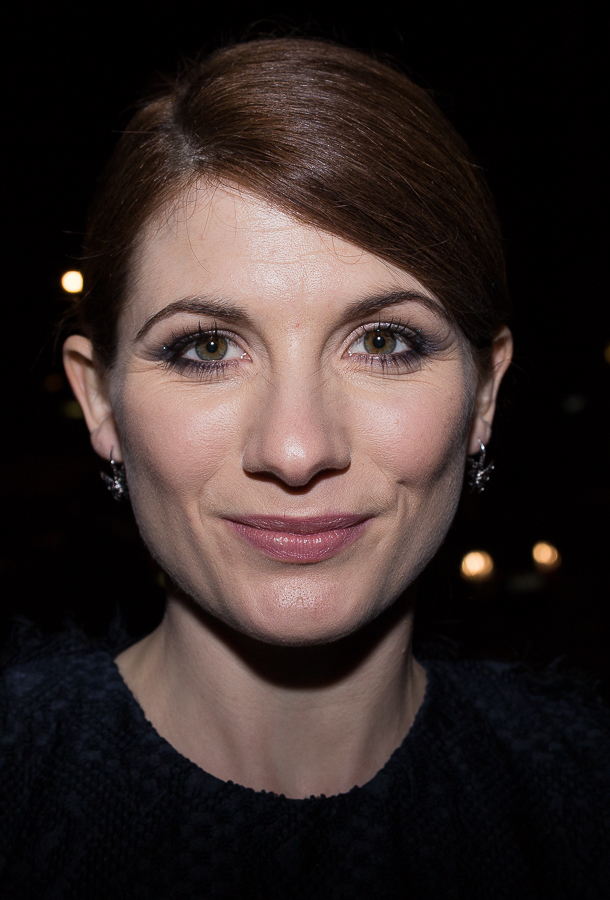
닥터 역을 맡은 조디 휘태커, 2014년 12월.

13대 닥터의 배역으로는 조디 휘태커가 발탁되었다. 2017년 7월 16일, BBC는 윔블던 남자단식 결승전 직후, 짧은 인트로 영상으로 13대 닥터로 조디 휘태커가 선정되었음을 밝혔다. 드라마 방영 사상 첫 여성 닥터가 탄생하였다는 점에서 큰 주목을 받았는데, 발표 이후 조디 휘테커는 "어마어마한 여정을 시작하게 되어 참 흥분된다. 닥터 역을 맡았다는 것은 영광 그 이상이다"라고 소감을 밝혔다. 스티븐 모팻의 뒤를 이어 《닥터 후》의 총괄 프로듀서를 맡게 된 크리스 칩널은 "매우 흥분된다" 면서, "나는 항상 13대 닥터로 여성을 맞이하길 원해 왔는데, 마침내 이런 결과를 얻게 돼 매우 기쁘다"고 밝혔다. BBC 콘텐츠부장 샬롯 무어는 첫 여성 닥터의 탄생에 대해 "여사를 만드는 것이 바로 《닥터 후》가 가고자 하는 길"이라며, "영국은 조디 휘테커와 사랑에 빠질 것"이라고 공언했다.